# 庐陵郡
庐陵郡是中国汉朝至唐朝的一个郡，其范围历代均有变化，但核心区域一直在吉泰盆地，大致相当于今吉安市辖境。

## 建置沿革

### 六朝
东汉灵帝末（184-189），扬州刺史刘遵上书请置庐陵郡，初平二年（191），分豫章郡置庐陵郡。建安四年（199），孙策遣孙辅取庐陵郡地，改庐陵县为西昌县，分置诸县。至晋太康年间，下辖十县：西昌、高昌、石阳、巴丘、南野、东昌、遂兴、吉阳、兴平、阳丰，(郡）治西昌。晉惠帝元康元年（291年），置江州，庐陵郡改隸江州。後來，庐陵郡移治石阳縣，南野縣改隸南康郡。

### 隋唐
隋文帝开皇九年（589年），滅陳，廢廬陵郡，其地屬吉州。
隋煬帝大業三年（607年），改吉州为廬陵郡。廬陵郡領四縣：庐陵、泰和、安福、新淦。
唐高祖武德五年（622年），平林士弘，改廬陵郡为吉州。唐玄宗天寶元年（742年），改吉州為廬陵郡。廬陵郡領五縣：廬陵、太和、安福、新淦、永新。唐肃宗乾元元年（758年），復改廬陵郡為吉州。

## 人口
- 晉武帝太康三年（282年），廬陵郡有12200戶。[2]
- 宋孝武帝大明八年（464年），廬陵郡有4455戶，31271口。[3]
- 隋煬帝大業五年（609年），廬陵郡有23714戶。[4]
- 唐玄宗天寶十三載（754年），廬陵郡有37752戶，237032口。[5]

## 行政長官

### 廬陵太守（194年—385年）
- 孫輔，字國儀，吳郡富春人，漢獻帝兴平元年（194年）由孫策任命。[6]
- 僮芝，丹楊人，漢獻帝兴平元年（194年）自署。[7]
- 呂岱，字定公，廣陵海陵人，漢獻帝延康元年（220年）離任。[8]
- 步璣，臨淮淮陰人，晉武帝泰始八年（272年）領，旋為孫吳所殺。[9]
- 孟揖，江夏鄂人，晉惠帝元康中在任。[10]
- 虞潭，字思奧，會稽餘姚人，晉懷帝永嘉中領。[11]
- 周嵩，字仲智，汝南安成人，晉元帝時在任。[12]
- 王嶠，字開山，太原晉陽人，晉成帝咸和初出任，尋卒官。[13]
- 羊聃，字彭祖，泰山南城人，晉成帝時免官。[14]
- 虞胤，济阳外黄人，晉成帝咸康元年（335年）卒官。[15]
- 孔倫，晉成帝咸康中在任。[16]
- 孔啟，魯郡人，東晉時在任。[17]
- 鄧遐，字應遠，陳郡人，晉孝武帝寧康中追贈。[18]

### 廬陵內史（426年—477年）
- 殷琰，陳郡長平人，宋孝武帝孝建元年（454年）棄郡奔北皖。[19]
- 周朗，字義利，汝南安成人，宋孝武帝時在任。[20]
- 殷損，劉子勛義嘉元年（466年）離任。[21]
- 王僧胤，劉子勛義嘉元年（466年）離任。[21]
- 王道琰，琅邪臨沂人，宋後廢帝元徽中除，未至郡，卒。[22]
- 袁彖，字偉才，陳郡陽夏人，宋後廢帝元徽中在任。[23]

### 廬陵內史（482年—502年）
- 劉靈哲，字文明，平原人，齊武帝永明初在任。[24]
- 江淹，字文通，濟陽考城人，齊武帝永明中在任。[25]
- 紀僧真，丹楊建康人，齊東昏侯永元中在任。[26]
- 蕭穎孚，蘭陵人，齊和帝中興元年（501年）出任，戰敗而逃。[27]

### 廬陵內史（509年—550年代）
- 柳偃，字彥游，河東解人，梁武帝後期在任。[28]
- 王㳬，琅邪臨沂人，梁武帝晚期在任。[29]

### 廬陵太守（550年代—565年）
- 陸子隆，字興世，吳郡吳人，陳文帝天嘉二年（561年）到五年（564年）在任。[30]

### 廬陵內史（565年—589年）
- 樊猛，字智武，南陽湖陽人，陳廢帝光大元年（567年）出任。[31]
- 任忠，字奉誠，小名蠻奴，汝陰人，陳宣帝太建五年（573年）在任。[32]
- 蕭廉，陳後主禎明三年（589年）降隋。[33]

### 廬陵郡太守（742年—758年）
- 张九章（天宝年间）
- 李伯成（755年），唐玄宗時在任。[34]
- 李昊（756年—757年）[35]

## 國主

### 東晉廬陵國（385年—420年）
| 廬陵國（385年—420年）    |              |        |        |           |          |
| 以淮肥之功封             |              |        |        |           |          |
| 代數                     | 封爵         | 謚     | 姓名   | 在位時間  | 備註     |
| 1                        | 廬陵郡開國公 | 文靖公 | 謝安   | 385年追封 |          |
| 2                        | 廬陵郡開國公 |        | 謝瑤   |           | 謝安長子 |
| 3                        | 廬陵郡開國公 |        | 謝該   |           | 謝瑤子   |
| 4                        | 廬陵郡開國公 |        | 謝承伯 |           | 謝該弟子 |
| 宋受禪，降封柴桑縣開國侯 |              |        |        |           |          |

### 南朝宋廬陵國（420年—424年，426年—477年）
| 廬陵國（420年—424年，426年—477年）丨食邑3000戶 |          |        |        |             |                |
| 代數                                           | 封爵     | 謚     | 姓名   | 在位時間    | 備註           |
| 1                                              | 廬陵郡王 | 孝献王 | 劉義真 | 420年—424年 | 宋武帝第二子   |
| 國除，426年復                                  |          |        |        |             |                |
| 2                                              | 廬陵郡王 | 昭王   | 劉紹   | 432年—452年 | 劉義真弟子     |
| 3                                              | 廬陵郡王 | 恭王   | 劉敬先 | ？—465年    | 劉紹兄子       |
| 4                                              | 廬陵郡王 |        | 劉子輿 | 465年—466年 | 劉紹兄子       |
| 5                                              | 廬陵郡王 |        | 劉德嗣 | 467年—474年 | 劉紹弟子       |
| 6                                              | 廬陵郡王 | 元王   | 劉暠   | 475年—477年 | 劉義真從父兄孫 |
| 無子，國除                                     |          |        |        |             |                |

### 南朝齊廬陵國（482年—494年）
| 廬陵國（482年—494年）丨食邑2000戶 |          |    |        |             |              |
| 代數                              | 封爵     | 謚 | 姓名   | 在位時間    | 備註         |
| 1                                 | 廬陵郡王 |    | 蕭子卿 | 482年—494年 | 齊武帝第三子 |
| 伏誅，國除                        |          |    |        |             |              |

### 南朝齊廬陵國（494年—502年）
| 廬陵國（494年—502年） |          |    |        |             |              |
| 代數                  | 封爵     | 謚 | 姓名   | 在位時間    | 備註         |
| 1                     | 廬陵郡王 |    | 蕭寶源 | 494年—502年 | 齊明帝第五子 |
| 伏誅，國除            |          |    |        |             |              |

### 南朝梁廬陵國（509年—550年代）
| 廬陵國（509年—550年代）\|食邑2000戶 |          |      |      |             |              |
| 代數                                | 封爵     | 謚   | 姓名 | 在位時間    | 備註         |
| 1                                   | 廬陵郡王 | 威王 | 蕭續 | 509年—547年 | 梁武帝第五子 |
| 2                                   | 廬陵嗣王 |      | 蕭應 |             | 蕭續第二子   |

### 南朝陳廬陵國（565年—589年）
| 廬陵國（565年—589年） |          |    |        |             |              |
| 代數                  | 封爵     | 謚 | 姓名   | 在位時間    | 備註         |
| 1                     | 廬陵郡王 |    | 陳伯仁 | 565年—589年 | 陳文帝第八子 |
| 陳亡，國除            |          |    |        |             |              |